# Гиви Нодия
Гиви Нодия (на грузински: გივი ნოდია; на руски: Гиви Нодия) е грузински съветски футболист и треньор. Почетен майстор на спорта на СССР (1966). Почетен треньор на Грузинска ССР (1983).

## Кариера

### Национален отбор
За националния отбор на СССР изиграва 21 мача, като отбелязва 5 гола. За олимпийския отбор на СССР участва в 2 мача. Участник в Световното първенство през 1970 г., сребърен медалист на Европейското първенство през 1972 г., участник и на Европейското първенство през 1968 г.
След края на кариерата си, Нодия става треньор. В началото на 2000 г. работи като спортен директор в Динамо Тбилиси.
Умира след сърдечен удар на 57 години.

## Отличия

### Треньор
Динамо Тбилиси
- Шампионат на Грузия: 1993/94